# Kelaghayi
 (septembre 2020).
Le kelaghayi (en azéri : Kəlağayı), également connu sous le nom de tchargate, est un couvre-chef traditionnel des femmes azerbaïdjanaises. Il s'agit d'un foulard en soie de forme carrée avec des imprimés spéciaux. En novembre 2014, « l’art et le symbolisme traditionnels du kelaghayi, fabrication et port de foulards en soie pour les femmes » est inscrit sur la liste représentative du patrimoine culturel immatériel de l'humanité par l'UNESCO pour l'Azerbaïdjan. Le kelaghayi est un châle à quatre coins tissé à partir de fil de soie et porté par les femmes azerbaïdjanaises comme symbole de chasteté, de respect et de dévotion. 

## Histoire

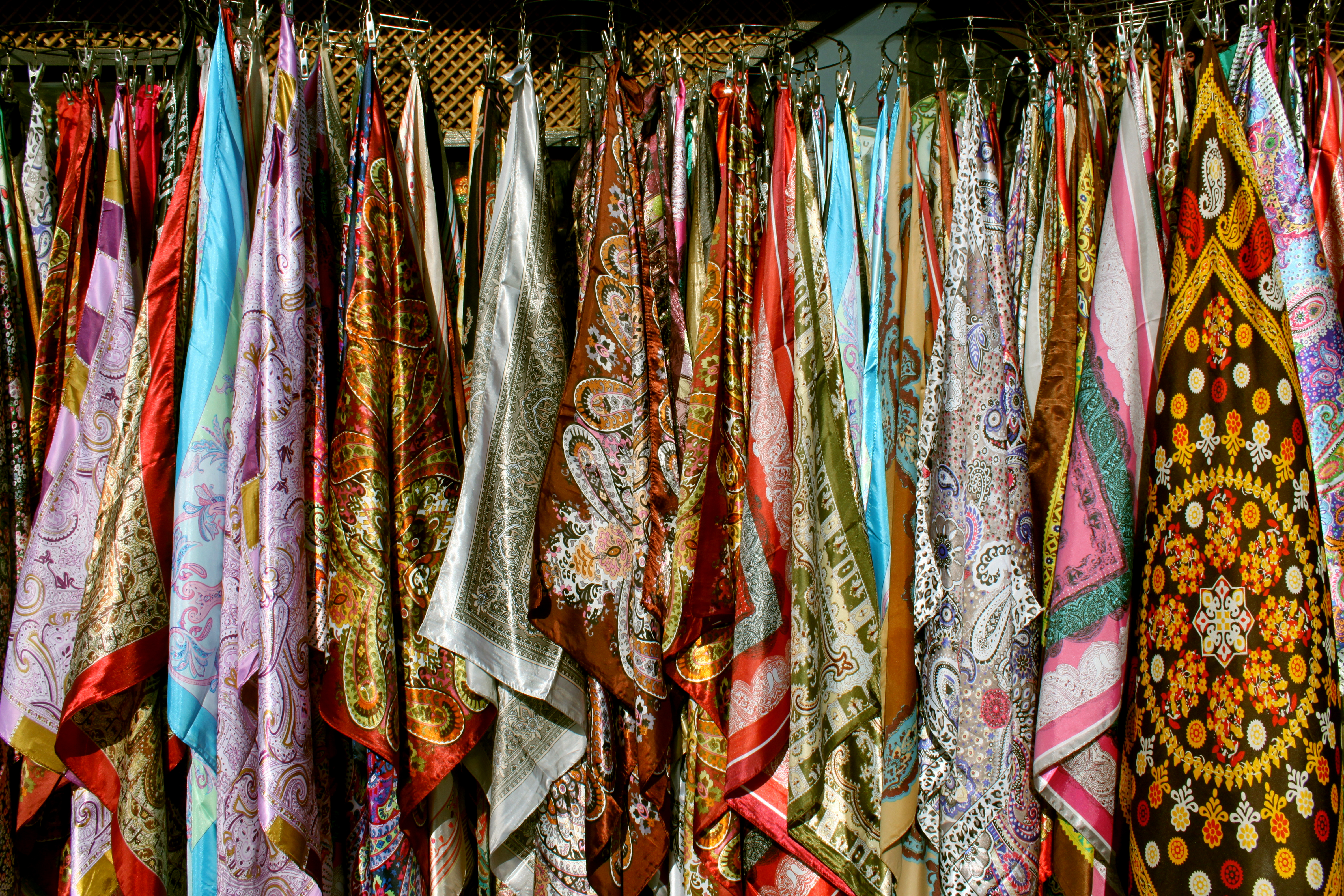
Exemples de châles azerbaïdjanais kelaghayi.

L'histoire du kelaghayi est liée à la production de soie en Azerbaïdjan depuis des siècles. 
En raison des qualités de régulation thermique de la soie, le kelaghayi est à l'origine une pièce d'habillement indissociable de l'identité azerbaïdjanaise, en toute saison. 
Du fait de sa situation géographique, l'Azerbaïdjan est l'un des pays les plus importants sur la grande route de la soie, constituant une porte privilégiée de l'Est vers l'Occident. La soie était elle-même un important produit d'exportation du pays (en particulier issue du district de Chaki) renommé pour ses tisserands. Réputée, la production du district était particulièrement employée à la confection de produits d'habillement, au nombre desquels figure le kelaghayi. La manufacture de ces foulards n'était pas pour autant l'apanage de la ville de Chaki, les opérations de teinture et d'impression des motifs étant usuellement confiées à d'autres localités (Basgal (en), notamment).
Dès 1870, le kelaghayi de Basgal reçoit la médaille d'argent lors d'une exposition à Londres.[réf. nécessaire]

## Confection et usage
De fins fils de soie sont tissés ensemble sur un métier à tisser, puis bouillis et séchés en carrés. Ils sont teints avec des colorants végétaux, et les artisans utilisent des blocs matriciels de bois et des huiles pour tamponner les motifs. Le processus de fabrication d'un kelaghayi prend deux jours et requiert quatre artisans distincts : le tisserand, le teinturier, le mouleur (décorateur) et le maître ornemental. Traditionnellement, tous les artisans impliqués sont des hommes.
Le kelaghayi peut être porté de différentes manières, selon la région. À certains endroits, un kelaghayi se porte attaché sur un foulard triangulaire après avoir ramassé les cheveux avec un morceau de gaze. Ainsi, la femme portant le kelaghayi porte en réalité le plus souvent une coiffe composée de trois étoffes superposées : d'abord, la juna (gaze), puis le kelaghayi en lui-même et enfin un foulard triangulaire appelé kasaba, sarandaz ou zarbab.

## Motifs
Une forte corrélation est notable avec l'art musical très populaire du mugham, propre également à l'Azerbaïdjan : il existe dans cet art sept modes mélodiques, qui sont rappelés par autant de déclinaisons possibles de couleurs. Ainsi, le châle traditionnel ne peut comporter que sept couleurs dont l'agencement fait l'objet d'une composition rigoureuse. La taille du châle est également toujours la même, quelle que soit la mode en cours. 

## Symbolique
Véritables marqueurs de l'identité visuelle du pays, les formes et les motifs typiques des kelaghayis imprègnent la vie quotidienne de la population. Cependant son usage, bien loin de se cantonner à l'habillement, peut, dans certaines circonstances, recouvrir une forte valeur symbolique.
Ainsi, il est possible de retrouver les éléments géométriques du kelaghayi dans les confiseries et le pain, les tombes et d'autres ornements funéraires, par exemple, ainsi qu'à de multiples autres endroits où ces figures rappellent les idéaux de vertu et de droiture symbolisés originellement par le port du châle. Les couleurs et les motifs des kelaghayi ont souvent un sens et une importance pour des événements comme les mariages, les fiançailles, les périodes de deuil et la vie quotidienne. Son port change en fonction de l'âge et de la position sociale : les femmes plus âgées portent des kelaghayis de couleur plus foncée, principalement du noir et du bleu foncé, tandis que les femmes plus jeunes optent pour des tons plus brillants, comme le blanc, le beige, ou le bleu vif.
Le châle se retrouve dans le folklore azerbaïdjanais, la poésie, ainsi que les beaux-arts et les arts décoratifs. 
Initialement porté exclusivement par les femmes, le châle trouve une utilisation particulière lors des funérailles, où il sert de linceul. Le corps du défunt est alors enveloppé dans un châle noir pour l'inhumation. Conservé précieusement au sein du foyer, le foulard symbolise également la concorde. De nombreux désaccords masculins ont ainsi été apaisés lorsqu'une femme de la famille, en signe de désapprobation, jetait symboliquement son châle aux protagonistes. La tradition veut qu'une femme offrant un châle à un homme signifie son acceptation de sa demande en mariage. Le jour de la cérémonie nuptiale, elle portera une étoffe rouge.
Ces voiles, très prisés des touristes, sont visibles chez la plupart des membres de la diaspora du pays à l'étranger. Elles constituent un élément culturel emblématique de l'Azerbaïdjan. 